# Enfermedad
Una enfermedad (del latín infirmitas, que significa literalmente 'falto de firmeza'), afección o dolencia es un estado producido en un ser vivo por la alteración de la función de uno de sus órganos o de todo el organismo. La definición de enfermedad según la Organización Mundial de la Salud (OMS), es 'alteración y desviación del estado fisiológico en una o varias partes del cuerpo, por causas en general conocidas, manifestada por síntomas y signos característicos, y cuya evolución es más o menos previsible'.
La salud y la enfermedad son parte integral de la vida, del proceso biológico y de las interacciones medio ambientales y sociales. Generalmente, se entiende a la enfermedad como la pérdida de la salud, cuyo «efecto negativo» es consecuencia de una alteración estructural o funcional de un órgano a cualquier nivel.

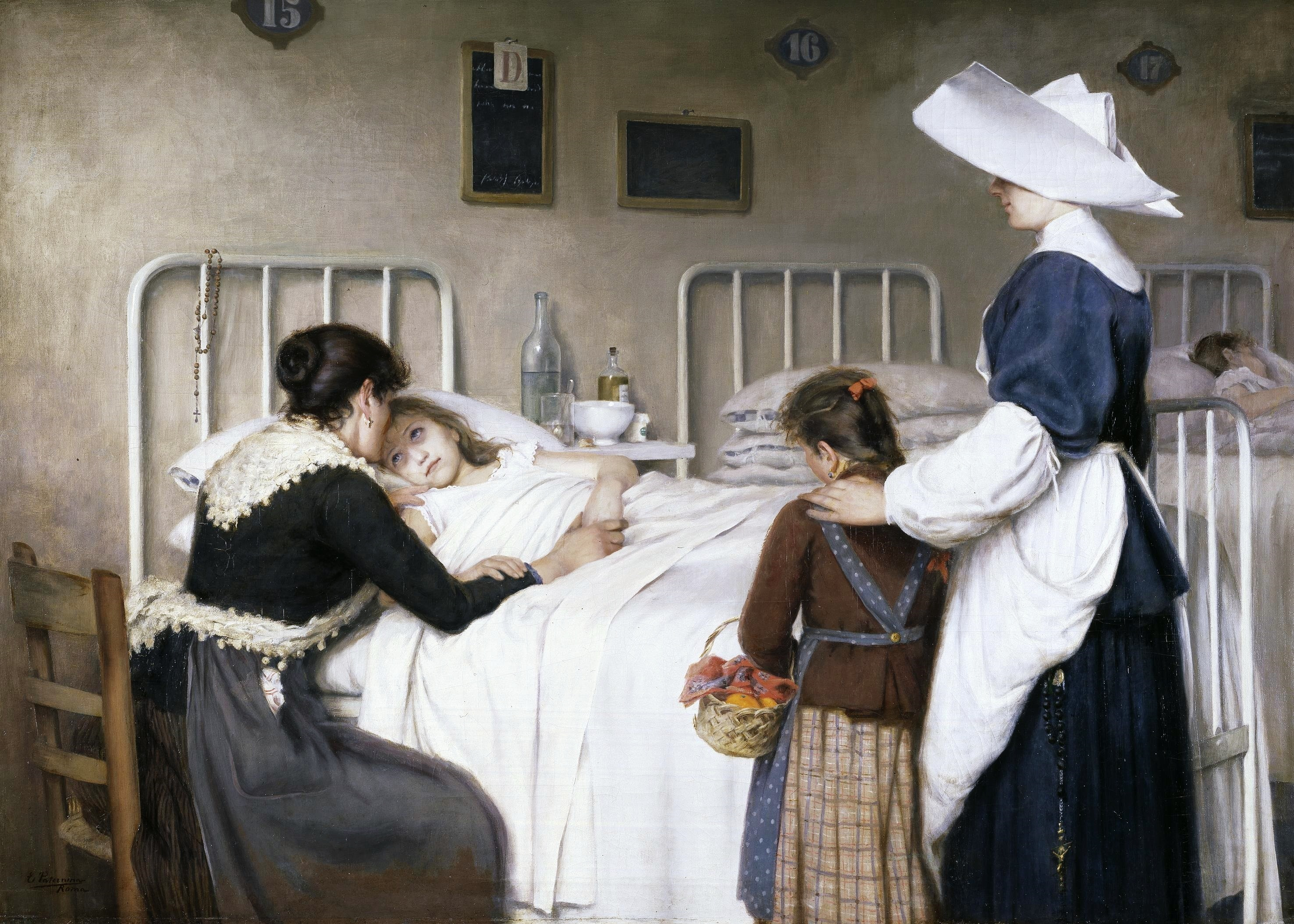
La visita de la madre al hospital, de Enrique Paternina (1892), depositado en el Museo de Bellas Artes de Badajoz.

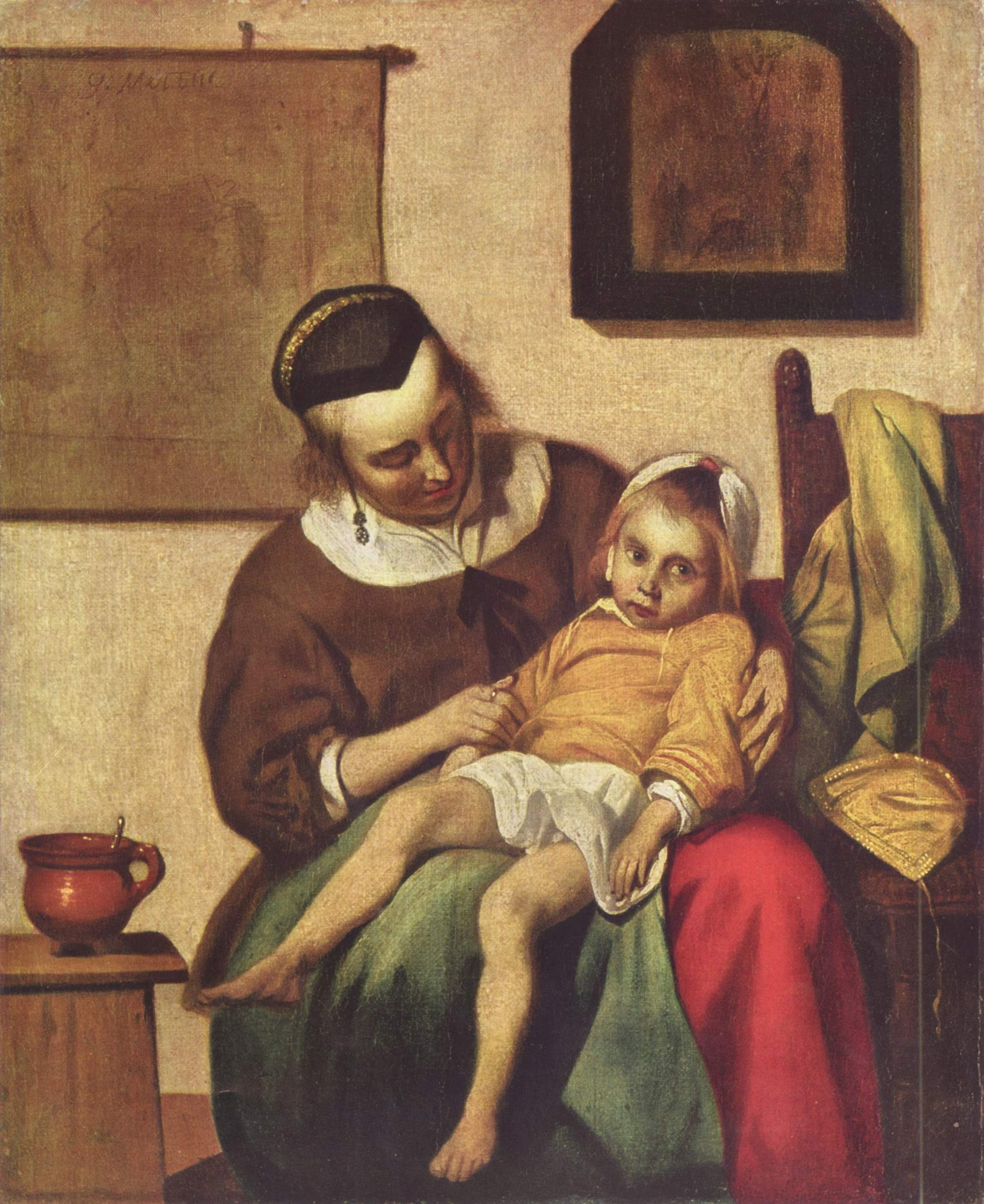
La niña enferma (Das kranke Kind), de Gabriël Metsu (1660-1665).

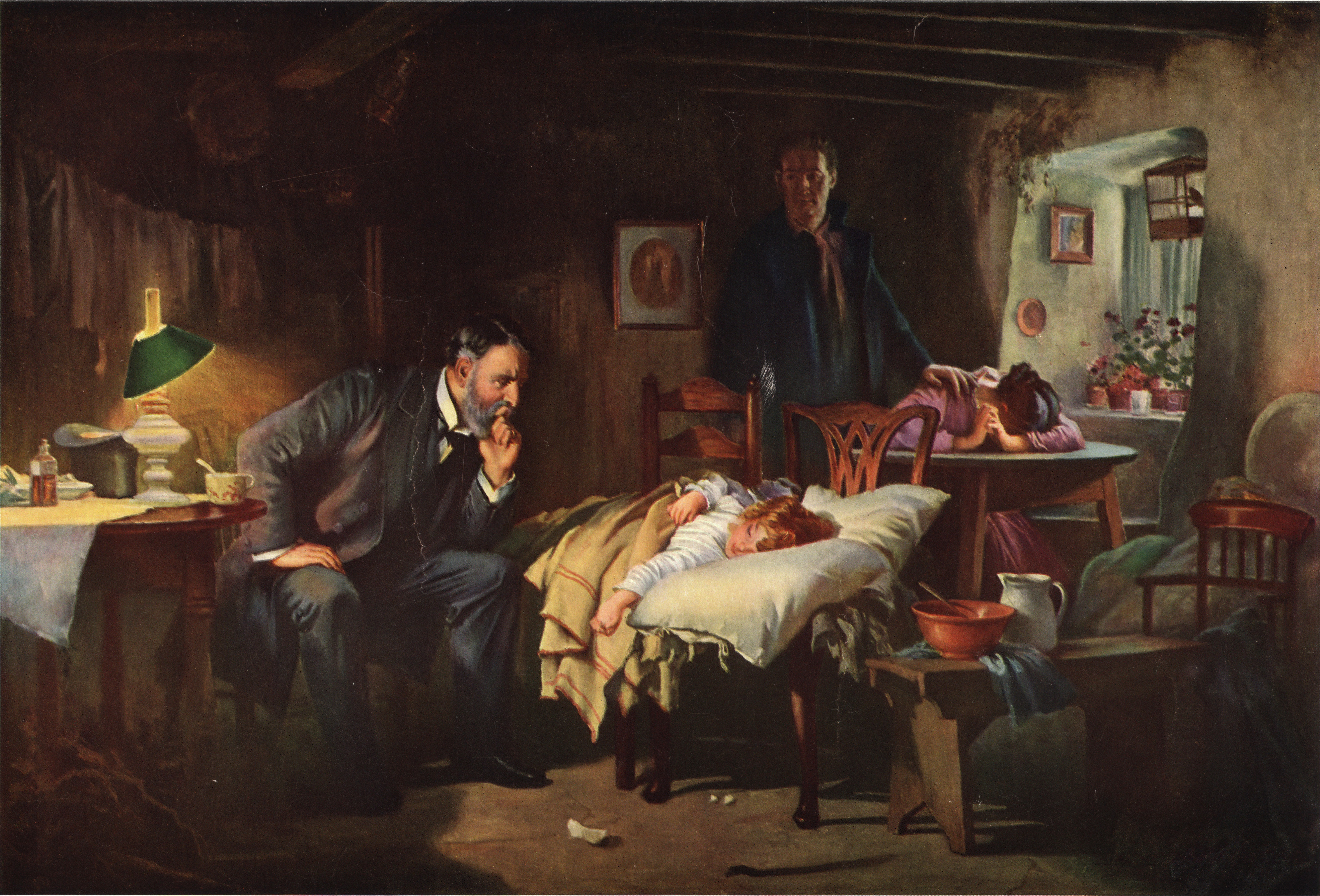
El doctor (1891), de Samuel Luke Fildes.

## Definición y términos relacionados
El concepto de enfermedad es una aproximación que orienta sobre el tipo de problema de salud en cuestión, y ayuda a su entendimiento. Toda enfermedad tiene unas características concretas que la categoriza, y proporciona un punto de referencia para identificar qué puede tener en común o diferenciarse una entidad nosológica de otra.
Un ejemplo: la denominación «diabetes» hacía una referencia significativa al «paso de agua» evidente en el aumento de la sed (polidipsia) y de la excreción de orina (poliuria). Ello hizo agrupar a dos trastornos (diabetes mellitus y diabetes insípida) que lo único que tienen en común es la polidipsia y la poliuria, puesto que sus causas, frecuencias y manifestaciones restantes son totalmente diferentes.

### Diferencia entreenfermedady otros términos
Por definición, existe una sola enfermedad, pero la caracterización e identificación de variados procesos y estados diferentes de la salud ha llevado a la discriminación de un universo de entidades distintas (entidades nosológicas), muchas de ellas entendidas estrictamente como enfermedades pero otras no (cf. síndrome, entidad clínica y trastorno). De esta forma, las enfermedades y procesos sucedáneos y análogos, son entendidas como categorías determinadas por la mente humana.

### Ciencias de la salud
Las enfermedades que afectan a las plantas y demás géneros botánicos conciernen a la fitopatología, las que afectan a los animales son dominio de la veterinaria, y de las que sufren los seres humanos se ocupa la medicina, la enfermería, la fisioterapia... Estas ciencias investigan y aportan sus conocimientos en la prevención, diagnóstico y tratamiento de las enfermedades en sus respectivos campos de actuación.

### Patología humana y nosología
Estrictamente (dentro del campo médico), las enfermedades son objeto de estudio de la patología (del griego παθος: 'afección', 'sufrimiento'), rama de la medicina que investiga las características propias de cada entidad, sus componentes y el proceso que desarrollan, en relación con la evidencia morfofisiológica que se imprime en la biología del organismo enfermo. Sin embargo, es la nosología la disciplina encargada de gobernar la definición y clasificación de las diversas enfermedades según una normativa basada en la caracterización e identificación de los componentes y funciones que definen cada entidad nosológica como algo único y discernible del resto. Así, son estudiadas en un contexto más amplio, comparativo y sistemático, dentro de un esquema global de la patología.

### Nomenclatura
Para denominar una enfermedad, como regla general, se especifica la parte del cuerpo afectada, seguido de un sufijo que indica la etiopatogenia del problema de salud.
Ejemplos:
- tendinitis: tendón (estructura anatómica lesionada) + -itis (indica proceso inflamatorio)
- artrosis: articulación (estructura anatómica lesionada) + -osis (indica proceso degenerativo)
- osteoma: hueso (estructura anatómica afectada) + -oma (indica que se ha desarrollado una masa o tumor)

Algunas enfermedades llevan el nombre de quien la descubrió o describió por primera vez; son los denominados epónimos.
Ejemplos:
- enfermedad de Alzheimer
- enfermedad de Parkinson

Aunque coloquialmente se utilizan mucho en ese sentido, las palabras patología y patologías no son sinónimos de 'enfermedad' y 'enfermedades', ya que hacen referencia a una disciplina, y no al nombre de las enfermedades. Ejemplos: se prefiere enfermedades inflamatorias en vez de patologías inflamatorias; se prefiere enfermedad neuronal en lugar de patología neuronal.

## Definición de enfermo

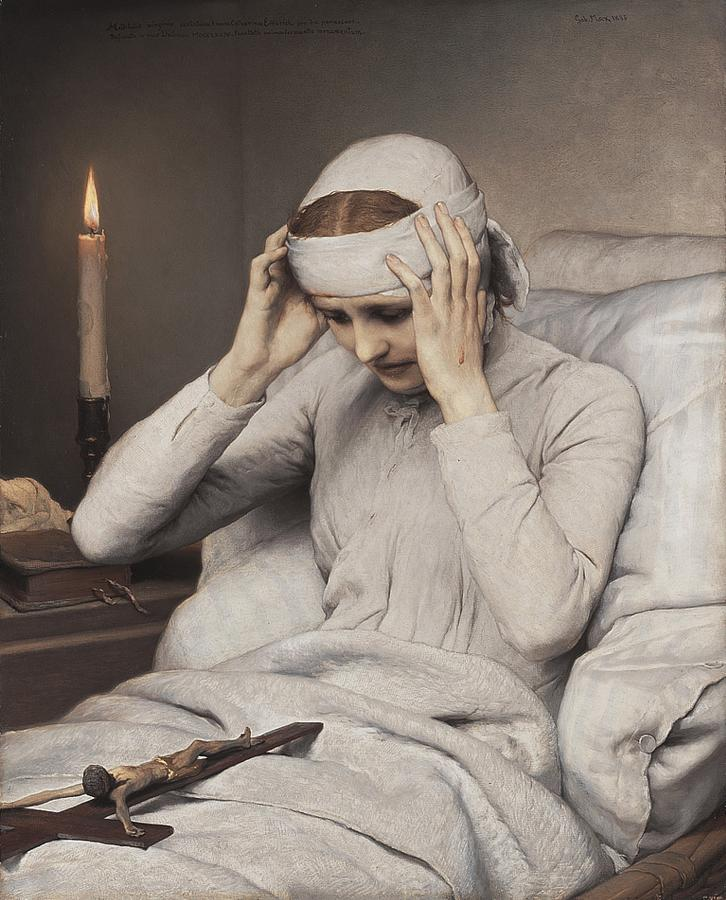
Ekstatische Jungfrau Katharina Emmerich de Gabriel von Max (1885).

Un enfermo es un ser humano que padece una enfermedad, sea consciente o no de su estado. Joan Riehl-Sisca define el rol del enfermo como «la posición que asume una persona cuando se siente enferma»
La forma en que un individuo percibe la salud y la enfermedad es un fenómeno complejo y particular de como este reacciona en conjunto y enfrenta la situación en diferentes dimensiones de su personalidad (emocional, racional, físico y espiritual por ejemplo). Así, cada persona vivirá la experiencia de salud-enfermedad de manera diferente y esto condicionará el significado que dé a tales experiencias.
A pesar de las reacciones individuales, el entorno social y cultural aporta un encuadre de tales reacciones, limitando su expresividad a ciertas formas «culturalmente aceptables».
«Cuando la persona enferma, lo hace de forma integral, no en parcelas ni a plazos. Todos los componentes del ser humano quedan alterados y cada uno de ellos demanda sus propias necesidades. De tal forma que la enfermedad genera síntomas físicos como el dolor y la disnea; síntomas psicoemocionales como miedo, ansiedad, ira, depresión; necesidades espirituales como sentimientos de culpa, de perdón, de paz interior; y demandas sociales como consideración y no abandono».

### Experiencia de enfermedad
La experiencia de enfermedad es la vivencia de un proceso que implica cambios o modificaciones de un estado previo. Se divide en cinco etapas:
1. Fase I, en la que se experimenta el síntoma.
2. Fase II, en la que se asume el papel de enfermo.
3. Fase III, en la que se toma contacto con el agente de salud.
4. Fase IV, en la que el enfermo se hace dependiente del servicio de salud.
5. Fase V, en la que tiene lugar la rehabilitación o recuperación o aceptación del estado de enfermedad si este es crónico.

### Conducta de enfermedad
En general, las «personas enfermas» actúan de una forma especial frente a su estado; los médicos denominan conducta de enfermedad a tal modificación actitudinal.
La conducta de enfermedad implica cómo el enfermo controla su organismo, define e interpreta sus síntomas, adopta acciones y hace uso del sistema sanitario. Existe una gran variabilidad en la forma en la que las personas reaccionan frente a la enfermedad, tanto la propia como la ajena. Sin embargo, la manifestación de la conducta de enfermedad puede usarse para controlar las adversidades de la vida.
La conducta de enfermedad puede convertirse en anómala cuando es desproporcionada respecto al problema presente, y la persona persiste en el papel de enfermo.

## Componentes de las enfermedades
Las enfermedades son categorías mentales, cada cual con un cierto significado particular que le proporciona individualidad necesaria para ser entendida como una entidad nosológica. Tal distinción intelectual (categorización) se realiza en función de los componentes propios de cada entidad nosológica que la caracterizan como tal. Consecuentemente, la información total que hace de cada entidad nosológica lo que es, parte del análisis de unidades mínimas y parciales; cada una representa un aspecto del proceso total de enfermedad. En algunos casos, ciertos aspectos son desconocidos o inciertos, haciendo difícil una descripción cabal de esas entidades.
Son variados los aspectos básicos (componentes) considerados en general para el estudio de los diferentes procesos patológicos. Cualquiera de estos componentes puede ser utilizado como criterio taxonómico de las diferentes entidades nosológicas. Aquí se presentan algunos de estos aspectos:

### Epidemiología
Representa información significativa que tentativamente define el contexto más probable sobre el cual es posible que se desarrolle una enfermedad. La ciencia de la epidemiología considera —estadísticamente— muchas variables para definir casuísticamente tal contexto (poblacionales, medioambientales, étnicas, genéticas, laborales, ecológicas, etc.).
La epidemiología de una enfermedad también proporciona parámetros para determinar la importancia de una patología en particular en relación con su casuística (frecuencia de casos) y a la probabilidad de determinar una causa para tales casos.

### Etiología (causas)
El léxico médico identifica a las causas posibles, probables o ciertas de una enfermedad con el término «etiología». Las causas de enfermedad pueden no ser muy claras para algunas enfermedades (por ejemplo, los desórdenes psiquiátricos), mientras que en otras, la relación causa-efecto es prácticamente innegable y evidente (como a menudo ocurre en las enfermedades infecciosas).
La etiología o causa de una enfermedad no siempre es única, y muchos casos (diabetes, hipertensión arterial, infertilidad, psicosis, colitis ulcerosa, etc.) se entienden como policausales, esto es, en ellos intervienen varios factores patogénicos.
Existe un modelo que plantea como causas una serie de factores, un espectro que varía desde un extremo con las causas genéticas (endógenas) hasta otro extremo, correspondiente a factores medio-ambientales (externos).
Para una enfermedad, la etiología es su causa principal identificada; representa el punto de partida para establecer la enfermedad. Es el factor sine qua non para la génesis del proceso patológico. Sin embargo, en muchas enfermedades y procesos sucedáneos, la etiología es incierta o desconocida. Cabe distinguir, que los síndromes suelen ser entidades plurietiológicas; mientras que las enfermedades, a lo sumo tienen una única causa.
Ocasionalmente junto a la etiología se suelen describir los factores desencadenantes de la enfermedad. A menudo, coexisten determinadas circunstancias que no son causa (al menos directa) de la enfermedad, actúan como hechos que dan inicio al proceso en sí mismo, son los denominados factores desencadenantes.
A veces, para una enfermedad, se describe su «etiopatogenia», esto es: su etiología y su patogenia de manera conjunta, como un proceso unificado.

### Patogenia
Patogenia o patogenesia es la descripción (a veces tentativa) del complejo proceso fisiopatológico que se desarrolla a partir de los efectos desencadenados por el factor etiológico. Tal descripción define la transición hacia el estatus de enfermedad.
La patogenia de una enfermedad es la representación de los mecanismos alterados de la fisiología normal que generan, sostienen y finalizan o perpetúan el proceso patológico promovido por una causa (etiología).

### Cuadro clínico
Cuadro clínico, manifestaciones clínicas o solo «clínica», es un contexto o marco significativo, definido por la relación entre los signos y síntomas que se presentan en una determinada enfermedad. La semiología clínica es la herramienta que permite definir un cuadro clínico, donde cabe distinguir:
- Síntomas: Son la referencia subjetiva que da el enfermo sobre la propia percepción de las manifestaciones de la enfermedad que padece. Los síntomas son la declaración y el relato del enfermo sobre lo que le sucede (véase anamnesis). Los síntomas, por su carácter subjetivo, son elementos muy variables, a veces poco fiables y no muy certeros; muchas veces, su interpretación puede ser difícil. Aun así, su valor en el proceso diagnóstico es indudable. El dolor es el principal síntoma que lleva al individuo a solicitar atención médica.
- Signos clínicos: Son los indicios provenientes del examen o exploración psicofísica del paciente. Los signos clínicos son elementos sensoriales (relacionados con los sentidos); se recogen de la biología del paciente a partir de la observación, el olfato, la palpación, la percusión y la auscultación, además de la aplicación de ciertas maniobras. Cada signo es pleno en significado, pues tiene una interpretación particular según un contexto semiológico.

### Pruebas complementarias
Las pruebas complementarias de la semiología clínica comportan el aporte de información adicional proveniente de la biología del paciente mediante la aplicación de diferentes técnicas, generalmente instrumentales. Los resultados aportados por las pruebas complementarias deben ser interpretados dentro del contexto clínico.
Ejemplos de pruebas complementarias son: todas las técnicas de imagen (ultrasonografía, rayos X, tomografías, resonancia magnética, centellografía, etc.), electrocardiograma, espirometría, análisis de sangre (hemograma), mielograma, punciones (varias), análisis de orina, tests psicológicos, pruebas de esfuerzo físico, polisomnografía, etc.

### Diagnóstico
Es un complejo proceso que desarrolla el profesional, e implica una respuesta cognitiva ante el planteo de la situación del paciente. El diagnóstico puede determinar un estado patológico o no (también se diagnostica la salud en un paciente).
El proceso incluye el diagnóstico diferencial, es decir, la valoración de todas las posibles causas nosológicas que podrían dar un cuadro clínico similar. Se sigue de escoger la posibilidad más adecuada en función de los resultados de la anamnesis, la exploración física, las pruebas complementarias, y a veces el tratamiento.

### Anatomía patológica
El estudio anatómico e histopatológico permite indagar sobre la evidencia físico-química del proceso de enfermedad, que ha quedado plasmado en alteraciones de la morfología y fisiología normal a cualquier nivel (molecular, celular, tisular, orgánico, etc.). El resultado del estudio anatomo-patológico, generalmente, tiene carácter de diagnóstico definitivo.
Existen varias técnicas y metodologías para demostrar las diversas lesiones morfofuncionales, y determinar su interpretación en el contexto de la patogenia; pues las lesiones pueden ser entendidas como hitos que marcan un curso: el camino patogenésico, que conduce hacia un tipo de enfermedad.

### Evolución
La evolución es el curso de acontecimientos biológicos entre la acción secuencial de las causas componentes (etiología) hasta que se desarrolla la enfermedad y ocurre el desenlace (curación, paso a cronicidad, o muerte). La historia natural de una enfermedad representa la evolución del proceso patológico sin intervención médica. Se habla de medicina preventiva cuando hay intervención médica con el objetivo de cambiar la evolución natural de la enfermedad hacia un curso más benigno para el paciente.

### Tratamiento

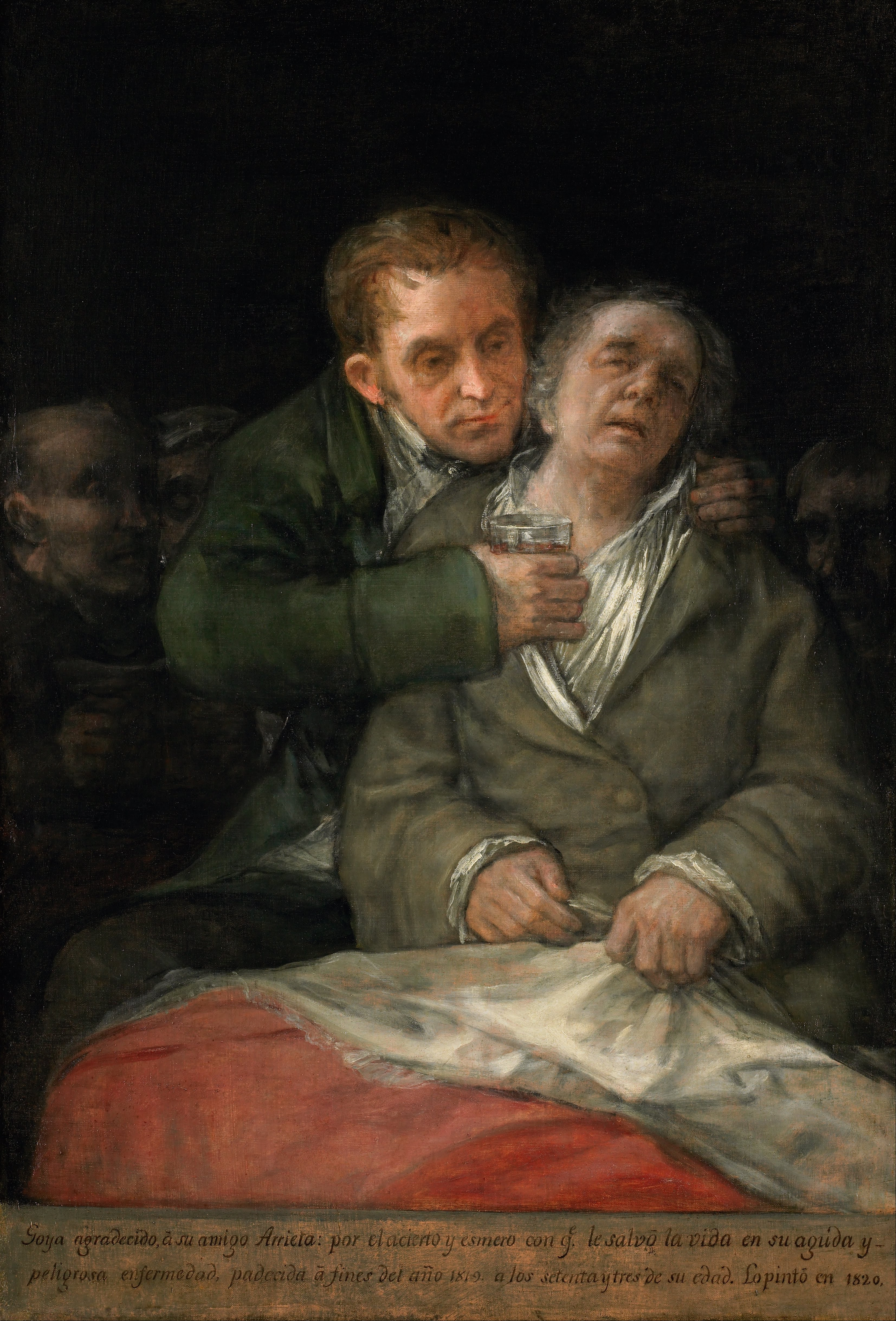
Goya atendido por Arrieta (1820) óleo de Francisco de Goya.

Consiste en todas aquellas opciones ambientales, humanas, físicas, químicas, entre otras, que contribuyen a la curación del paciente, de su proceso, o bien a la atenuación de sus síntomas (tratamiento paliativo) para mejorar en lo posible su calidad de vida logrando su incorporación a la sociedad.

### Pronóstico
Representa información de carácter estadístico sobre la tendencia que sigue un proceso patológico. Muchas variables deben ser tenidas en cuenta al momento de elaborar un pronóstico. No siempre es posible pronosticar la evolución de una enfermedad, con o sin tratamiento.

### Prevención
La prevención o profilaxis es información concerniente a actuaciones que modifican la probabilidad de enfermar, disminuyendo los riesgos. La prevención comporta medidas de actuación, orientadas a evitar la enfermedad y a mejorar el estado de salud.

## Clasificaciones
La clasificación de las enfermedades como entidades nosológicas son gobernadas por la nosotaxia, una disciplina dependiente de la nosología. Las clasificaciones son variadas y dependen de los criterios que se toman en cuenta.
La clasificación de las enfermedades expresa el resultado de una inmensa cantidad de observaciones, de un intento de imprimirles orden y de una pretensión de que dicho orden no procede de una interpretación, sino de una correspondencia, un acercamiento al orden natural (Viesca, et al.).
«En Medicina, las enfermedades se agrupan según tengan similitudes anatómicas, etiológicas o patogénicas. La clasificación más adecuada es la que aúna las tres particularidades. No es, sin embargo, lo frecuente.» (Farreras & Rozman, p.1259)

### Tipos de enfermedades
La clasificación de las enfermedades está condicionado al criterio que se use para agruparlas.

#### Según su duración
- Agudas: son las que generalmente duran menos de tres meses.
- Subagudas: son las que generalmente duran entre tres y seis meses.
- Crónicas: son las que generalmente duran más de seis meses.

#### Según su distribución
Según la población a la que afecta y su extensión o no a otras áreas geográficas, se clasifican en:
- Esporádica: afecta a muy pocas personas y aparecen de forma ocasional
- Endemia: afecta frecuentemente a una región concreta de forma habitual y mantenida en el tiempo
- Epidemia: es un incremento significativamente elevado en el número de casos de una enfermedad con respecto al número de casos esperados, dentro de un área geográfica delimitada.
- Pandemia: es una epidemia que afecta a zonas geográficas extensas (hasta llegar a la distribución mundial) generalmente durante un tiempo concreto.

#### Según su etiopatogenia

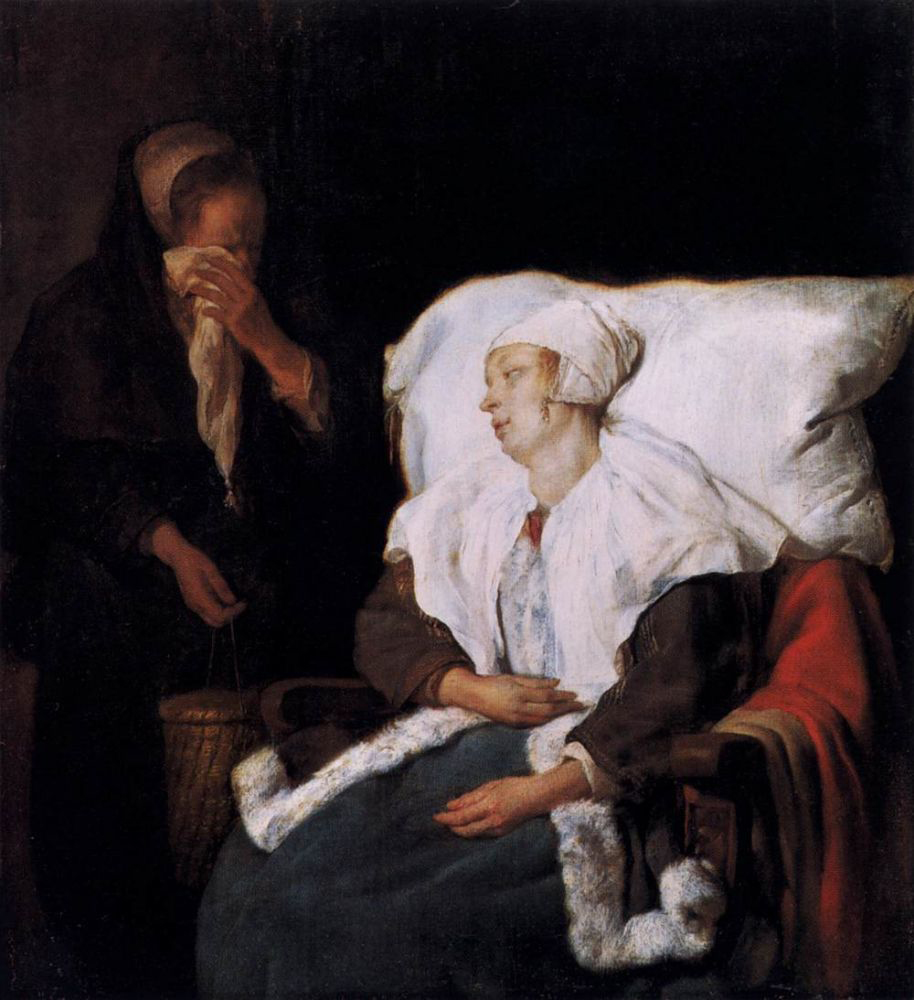
La niña enferma (1658-1659) de
Gabriël Metsu.

Según la causa y la fisiopatología consecuente las enfermedades se pueden clasificar en:
- Enfermedades endógenas (atribuibles a alteración del huésped):
  - Genéticas
  - Congénitas
  - Nutricionales
  - Metabólicas
  - Degenerativas
  - Autoinmunes
  - Inflamatorias
  - Endocrinas
  - Mentales
  - Enfermedades exógenas (atribuibles al efecto de la acción directa del agente sobre el huésped):
  - Infecciosas
  - Parasitarias
  - Venéreas
  - Tóxicas
  - Traumáticas
  - Alérgicas
  - Iatrógenas
  - Enfermedades ambientales (atribuibles a los efectos del ambiente y del agente -en conjunto- sobre el huésped):
  - Ambientales
  - Profesionales
  - Mecanoposturales
  - Por causa externa
  - Enfermedades de etiología multifactorial:
  - Neoplásicas
  - Del desarrollo
  - Idiopáticas
  - Psicosomáticas

### Clasificaciones normalizadas
Son acuerdos, a los que han llegado los médicos y enfermeros para organizar las enfermedades según determinados criterios profesionales y científicos.

#### Clasificación Internacional de Atención Primaria
La Clasificación Internacional de Atención Primaria es una taxonomía de los términos y expresiones utilizadas habitualmente en medicina general. Recoge los motivos (o razones) de consulta, los problemas de salud y el proceso de atención. Es un tipo de clasificación de terminología médica de ámbito internacional, también denominada CIAP-2 (en español) o ICPC-2 (por las siglas en inglés de: International Classification of Primary Care) y en forma extendida como ICPC-2 PLUS.
La Organización Mundial de los Médicos Generales / de Familia (WONCA) publicó en 1999 la versión española de la Clasificación Internacional de la Atención Primaria edición segunda (CIAP - 2); a partir de la edición original en inglés, de 1998, denominada International Classification of Primary Care (ICPC).
El encargado de la traducción al español fue el Dr. Juan Gérvas, miembro del Comité Internacional de Clasificación de la WONCA. Actualmente la ICPC-2 está disponible en 20 idiomas.

#### Clasificación Internacional de Enfermedades
La Clasificación Internacional y Estadística de Enfermedades y Problemas Relacionados con la Salud (CIE) es una lista de códigos publicada por la Organización Mundial de la Salud. La CIE es una clasificación central en la Familia de Clasificaciones Internacionales de la OMS (en inglés, WHO-FIC). Bajo revisión permanente, la CIE actualmente en uso es la décima edición (CIE-10), desarrollada en 1992 para seguimiento estadístico de la mortalidad.
La CIE provee los códigos para clasificar las enfermedades y una amplia variedad de signos, síntomas, hallazgos anormales, denuncias, circunstancias sociales y causas externas de daños o enfermedad. Cada condición de salud puede ser asignada a una categoría y darle un código de hasta cinco caracteres de longitud (en formato de X00.00). Tales categorías incluyen grupos de enfermedades similares.
Fue diseñada inicialmente como una herramienta para describir enfermedades desde una perspectiva de salud pública. Es usada mundialmente para las estadísticas sobre morbilidad y mortalidad, los sistemas de reintegro y soportes de decisión automática en medicina. Este sistema está diseñado para promover la comparación internacional de la recolección, procesamiento, clasificación y presentación de estas estadísticas.

#### Clasificación de Trastornos Mentales
Una importante alternativa a la codificación de la CIE es el Manual estadístico y diagnóstico de los trastornos mentales (DSM, del inglés Diagnostic and Statistical Manual of Mental Disorders) de la Asociación Psiquiátrica Norteamericana (APA). El DSM es el principal sistema diagnóstico para trastornos psiquiátricos y psicológicos dentro de los Estados Unidos, y es usado como adjunto a otros sistemas de diagnóstico en muchos países. Desde 1990, la APA y la OMS han trabajado conjuntamente para aunar criterios y hacer concordar el DSM con ciertas secciones de la CIE; sin embargo, todavía existen algunas diferencias.

## La enfermedad en la literatura
- Molière. El enfermo imaginario (Le Malade imaginaire). 1673.
- Alberto Barrera Tyszka. La enfermedad. Barcelona: Anagrama; 2006. ISBN 84-33971409